# 송내동 (부천시)

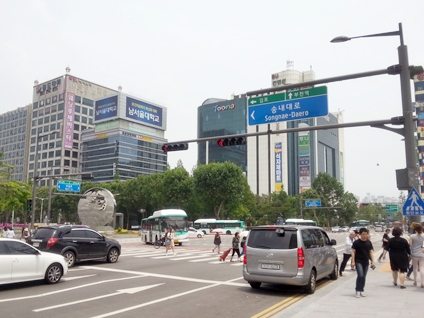
송내역앞 교차로의 모습. 송내대로의 표지판이 선명하게 보인다.

송내동(松內洞)은 대한민국 경기도 부천시 소사구의 남서부에 위치한 동으로, 성주산 남쪽 사면의 구릉지에 자리잡고 있다.

## 지명 유래
경인국도(국도 제46호선)와 경인전철 사이에 위치한 마을로 시 승격 직후에도 언덕과 이 마을 초입의 해묵은 소나무가 마을을 둘러싸고 있어 소나무로 둘러싸인 안동네, 즉 ‘솔안말’이었다. 송내동은 여기에서 연유하였다.

## 인구
2010년 기준 송내동의 인구는 54,925명이다. 이중 남자는 27,585명, 여자는 27,340명으로 남자와 여자 인구의 비율이 비슷하여 성비는 100.9이다. 14세 이하의 유소년 인구의 비율은 15.8%로 부천시 평균 비율과 같다. 노년 인구 비율은 7.0%이고, 가장 인구가 많은 연령대는 30 ~ 34세이다.

## 주요 기관

### 관공서
- 송내1동 주민센터
- 송내2동 주민센터
- 부천소사경찰서
- 송내도서관

### 교육기관
- 송일초등학교
- 솔안초등학교
- 성주초등학교
- 성주중학교
- 부천남중학교
- 부천여자중학교
- 송내고등학교
- 부천고등학교
- 부천공업고등학교
- 산학교(초중등 대안학교)

## 교통

### 철도
- 수도권 전철 1호선 송내역, 중동역

### 도로
- 경인로
- 중동로
- 송내대로
- 서촌로
- 성주로
- 수도권제1순환고속도로(송내 나들목)
- 무네미로

## 아파트
| 단지명                         | 건설사     | 시행사                                                   | 주소                                  | 입주        | 비고                       |
| ------------------------------ | ---------- | -------------------------------------------------------- | ------------------------------------- | ----------- | -------------------------- |
| 송내 뜨란채                    | 남진건설㈜ | 대한주택공사                                             | 소사구 경인로10번길 25-32             | 2004년 10월 |                            |
| 송내 대우                      | 대우건설   | 부천대우지역제1주택조합 부천대우지역제2주택조합 대우건설 | 소사구 경인로134번길 72               | 2001년 10월 |                            |
| 중동역 푸르지오 1차            | 대우건설   | 중동푸르지오제1주택조합 중동푸르지오제2주택조합 대우건설 | 소사구 중동로 64                      | 2005년 9월  | 유성기업㈜ 부천공장 재개발 |
| 중동역 푸르지오 2차 A단지      | 대우건설   | ㈜삼정주택                                               | 소사구 경인로117번길 27               | 2008년 8월  |                            |
| 중동역 푸르지오 2차 B단지      | 대우건설   | ㈜삼정주택                                               | 소사구 경인로133번길 23               | 2008년 8월  |                            |
| 송내역 파인 푸르지오           | 대우건설   | ㈜엠케이개발                                             | 소사구 송내대로 16 소사구 송내대로 14 | 2016년 10월 |                            |
| 송내역 푸르지오 센트비엔 1단지 | 대우건설   | 송내1-1구역 주택재건축정비사업조합                       |                                       |             |                            |
| 송내역 푸르지오 센트비엔 2단지 | 대우건설   | 송내1-1구역 주택재건축정비사업조합                       |                                       |             |                            |
- 송내자이 - 지에스건설 / 2009년 7월 입주
- 송내 e편한세상 - ㈜삼호 / 2008년 7월 입주